# Melanoseps
Melanoseps – rodzaj jaszczurek z podrodziny Scincinae w rodzinie scynkowatych (Scincidae).

## Zasięg występowania
Rodzaj obejmuje gatunki występujące w Afryce Subsaharyjskiej. 

## Systematyka

### Etymologia
Melanoseps: gr. μελας melas, μελανος melanos „czarny”; σηψ sēps, σηπος sēpos „rodzaj jaszczurki”.

### Podział systematyczny
Do rodzaju należą następujące gatunki: 
- Melanoseps ater (Günther, 1873)
- Melanoseps emmrichi Broadley, 2006
- Melanoseps longicauda Tornier, 1900
- Melanoseps loveridgei Brygoo & Roux-Estève, 1982
- Melanoseps occidentalis (Peters, 1878)
- Melanoseps pygmaeus Broadley, 2006
- Melanoseps rondoensis Loveridge, 1942
- Melanoseps sokokensis Malonza, Nyamache & Bwong, 2024
- Melanoseps uzungwensis Loveridge, 1942